# 塔斯曼湖
塔斯曼湖（英語：Tasman Lake）位于新西兰南岛库克山国家公园内，为新西兰最大的冰川塔斯曼冰川后退形成的冰堰湖。20世纪70年代时，开始出现一些小水池，后逐渐汇聚形成湖泊。
2011年2月22日，基督城地震时塔斯曼冰川上一块重达3千万吨的冰山被震落坠入湖中。